# Francesc Manalt
Francesc Manalt (1710-1759) fou un compositor català, músic de la Capella reial a Madrid.
Cultivà la música de cambra i el gènere de saló més en voga durant la segona meitat del segle xviii. Entre les seves composicions mereixen notar-se: Obra harmònica, composta de sis sonates de cambra per a violí i baix, publicada i impresa a Madrid (1757) i que apareix anunciada en les llibreries de música fins al 1800.
Més tard feu imprimir una sonata o solo per a guitarra de sis ordres, un quadern que comprenia 10 contradanses i sis sonates de cambra per a violí i baix (Madrid, 1800).